# Sheriff (azienda)
La Sheriff (in russo Шериф?, Šerif; in moldavo Шерифф?; in ucraino Шерiф?, Šerif; in romeno Șeriff) è una holding con sede a Tiraspol, capitale dell'autoproclamata repubblica della Transnistria, dove opera in quasi tutti i settori di mercato. Varie fonti riferiscono che la società è coinvolta profondamente nel condizionamento della politica locale, in particolare nel perorare l'autodeterminazione transnistriana.

## Storia
La Sheriff viene fondata il 23 giugno 1993 da Viktor Gušan e Il'ja Kazmaly, due ex membri del KGB, come società straniera a responsabilità limitata. Inizialmente la compagnia si occupa quasi esclusivamente di medio commercio al dettaglio, ma nel giro di pochi anni amplia la sua attività: nel 1996 apre il primo supermercato a Tiraspol. Nel 1997 vengono fondate la società calcistica Sheriff F.C. e la rete televisiva in MMDS Sheriff Televidenie (Шериф Телевидение).
Il 21 aprile 1998 nasce la "Sheriff Construction Department", mentre l'anno successivo vengono attivate la "Delo", società editoriale, e la "Mercedes-Benz Autocenter", concessionaria Mercedes-Benz in esclusiva della regione.
Con l'avvento del terzo millennio, la compagnia inizia la costruzione di un complesso sportivo, composto dallo Stadio Sheriff, da un hotel a cinque stelle, da alloggi per i calciatori, e un'accademia di calcio. Nel 2004 hanno avvio le acquisizioni di alcune aziende; la prima è la agenzia pubblicitaria "AdAgency Klassika", fondata nel 2000 e, dopo l'acquisizione rinominata " Exclusive ", seguita dalla privatizzazione della "Tiraspol Factory of Grain Production" e dalla "Tiraspol Bread Factory".

## Produzione
I settori in cui la società opera sono principalmente commercio all'ingrosso e al dettaglio, petrolifero, edilizio, comunicazione e sport.

### Commercio

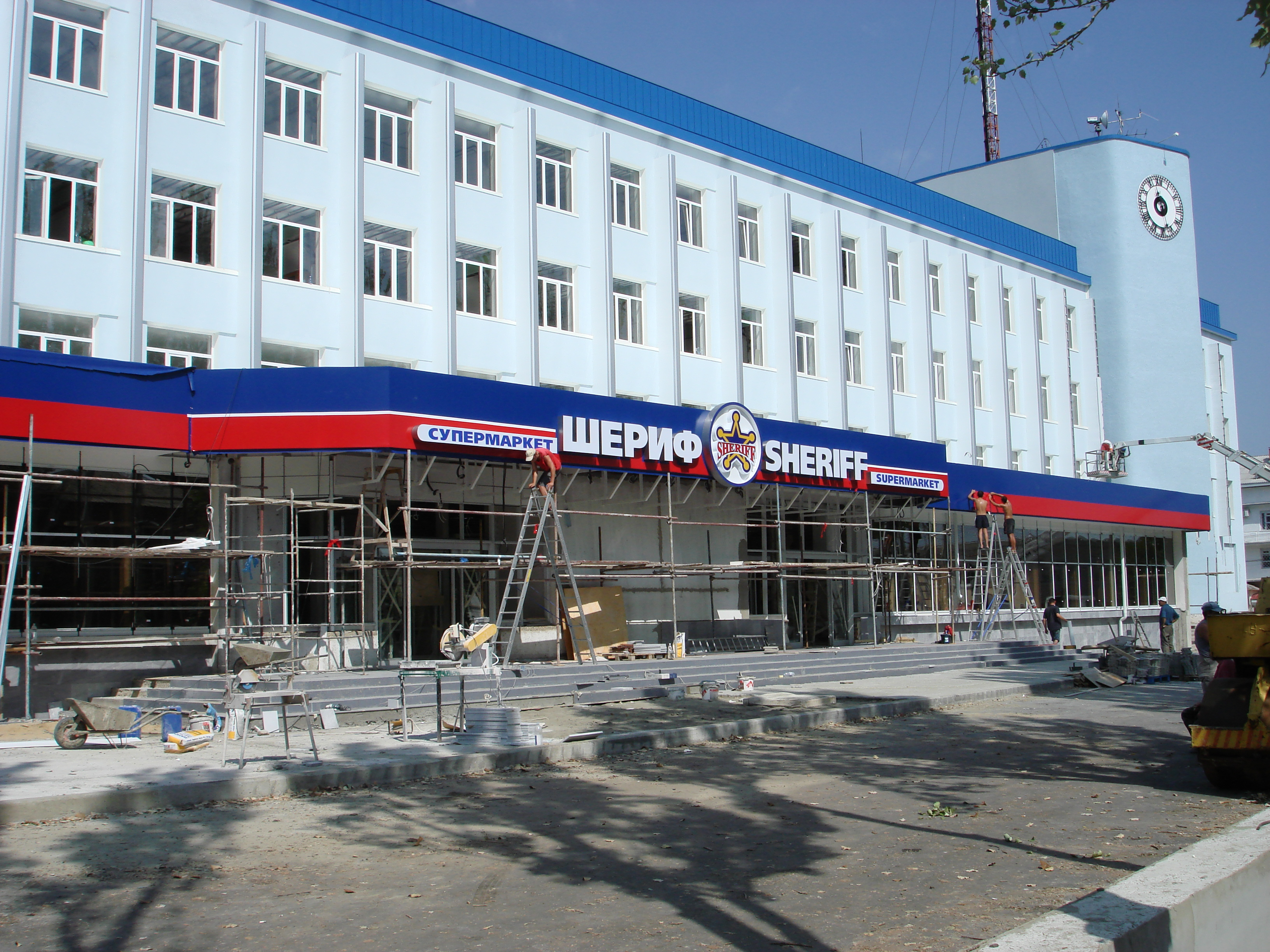
Il supermercato di Bender in costruzione

Il settore commerciale fu il primo in cui la società abbia operato. Da un piccolo commercio di beni alimentari, nel 1996 nasce il primo dei dieci supermercati appartenenti alla società, di cui tre a Tiraspol, due a Rîbnița, e uno a Dubăsari, Slobozia, Grigoriopol e Bender . A questi si aggiungano tre minimarket (Tiraspol e Dubăsari), tre mercati all'ingrosso (Tiraspol e Rîbnița) e undici panetterie.
L'azienda serve circa 27.000 clienti al giorno, con un assortimento di oltre 8.000 prodotti, dagli alimentari di base, ai cosmetici, ai tabacchi, ai prodotti industriali, ai giocattoli, prodotti propri o dei suoi partner commerciali (fra cui la Kraft), su di una superficie totale di circa 9.000 metri quadrati. Dal 2004, in seguito ad un accordo con la Agroprombank, i punti vendita Sheriff accettano il sistema di pagamento Rainbow, una specie di carta di credito della banca omonima.

### Carburanti

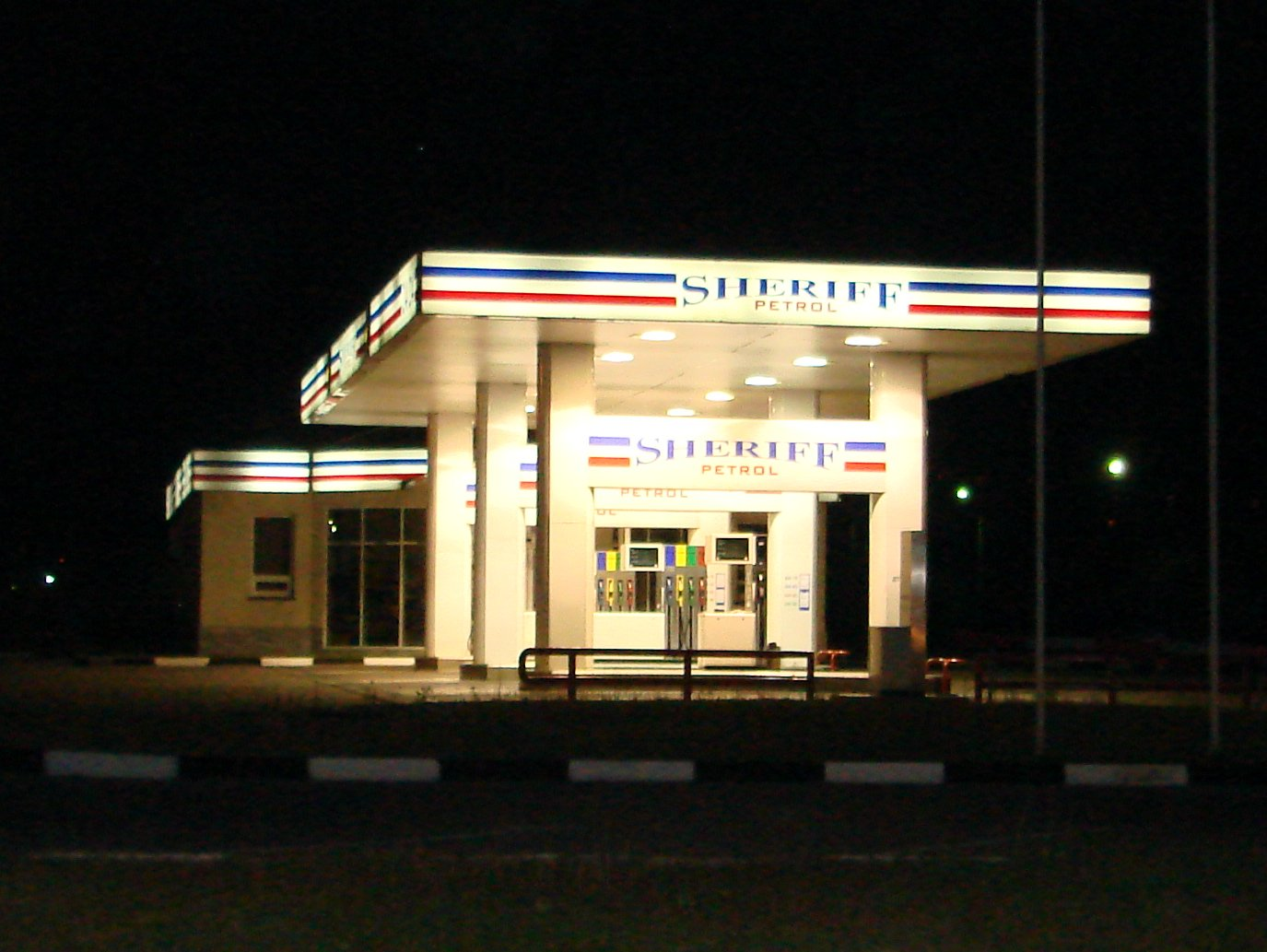
Stazione di servizio vicino a Tiraspol

Dal 1998 la Sheriff lavora anche nel campo della distribuzione di carburanti e lubrificanti, anno in cui venne costruita la prima stazione di servizio nella capitale: da allora sono state costruite altre undici stazioni di servizio distribuite nelle varie località e tre depositi petroliferi, con una capienza totale di circa 38.000 metri cubi di lavorati.

### Comunicazione
La Sheriff nel 1997 fonda una Piattaforma televisiva, la Televisione Sheriff, nel 1999 una casa editrice, la Delo, e nel 2004 l'agenzia pubblicitaria Exclusive.

### Sport

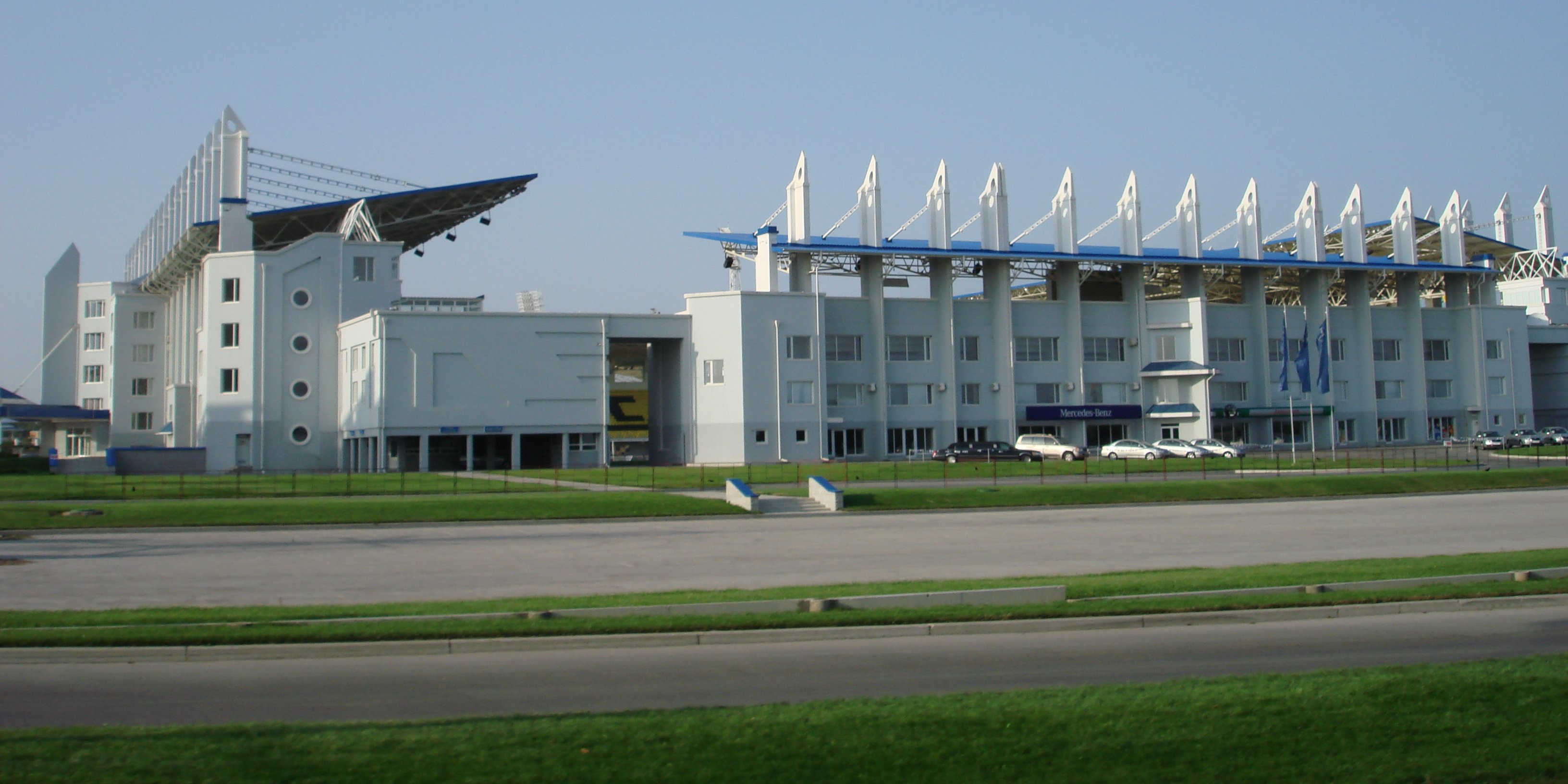
Lo stadio Sheriff

La Sheriff entra nel mondo dello sport nel 1997 con la fondazione della squadra di calcio dello Sheriff Tiraspol, vincitrice di ventuno campionati moldavi, su ventitré partecipazioni,  dieci trofei nazionali e una Coppa dei Campioni della CSI. Nel 2000 comincia la costruzione, terminata due anni dopo, dello stadio Sheriff, di cui la compagnia è proprietaria. Proprio lo stadio fa parte del Complexul Sheriff  al quale vengono inclusi un secondo stadio, 8 campi di allenamento e hotel a 5 stelle. È considerato ed è a tutti gli effetti il miglior stadio calcistico nella Repubblica di Moldavia.  
La squadra, con all'attivo alcune presenze in Europa League, è divenuta nota nell’agosto nel 2021 quando è riuscita a qualificarsi per la UEFA Champions League 2021-2022, prima squadra affiliata alla Federcalcio Moldava a qualificarsi. Inoltre, dopo aver battuto al Bernabeu il Real Madrid, pluri-campione d’Europa con 13 titoli, sono emerse ancora di più le critiche nel condizionamento della politica moldava, ma anche della Federcalcio che ha rinviato diverse partite del campionato per preparare al meglio lo Sheriff. Inoltre, la FMF ha aumentato il numero di stranieri da poter tesserare in una singola squadra. Basti pensare che la formazione che ha battuto la Dinamo Zagabria, sfida vinta 3 a 0 a Tiraspol, era composta da tutti giocatori di nazionalità straniere. L’unico moldavo ad aver debuttato nella massima competizione europea è stato Dumitru Celeadnic contro l’Inter visto l’infortunio tra i pali del titolare greco Geōrgios Athanasiadīs.

### Edilizia
Il 21 aprile 1998 nasce la Sheriff Construction Department, il dipartimento edilizio della Sheriff. In dieci anni di attività la società ha edificato nella capitale: dieci stazioni di servizio, due supermercati, un complesso sportivo con lo Stadio Sheriff, la sede della Delo e la cattedrale Roždestvenskij. Sono ancora in costruzione: una piscina olimpionica, un centro di riabilitazione per sportivi, e l'hotel a cinque stelle di proprietà della azienda, nelle cui vicinanze sorgerà un complesso di bar, ristoranti e locali notturni.

## Critiche
Molte fonti riferiscono come la "Sheriff Ltd." sia profondamente coinvolta nella politica nazionale. La Sheriff, nata pochi anni dopo l'autoproclamazione di indipendenza della Transnistria, è stata fondata da due ex-agenti dei servizi segreti locali; tra le file dei dirigenti troviamo Oleg Smirnov, figlio dell'ex presidente della Transnistria, ufficialmente in un ruolo secondario, così come l'altro figlio che sarebbe addirittura l'amministratore delegato o il presidente dell'azienda.
Voci ulteriori considerano lo stesso ex presidente Igor' Nikolaevič Smirnov il vero dominus dell'azienda, che la utilizzerebbe come centro di riciclaggio di denaro sporco. A prova di tali tesi vengono evidenziati le leggi cosiddette Ad personam promulgate in favore della società: la Sheriff fino al 2012 godeva di forti agevolazioni nelle imposte, ed era l’unica società autorizzata a importare prodotti dall'estero, di fatto è un monopolio.
Nell’elezioni parlamentari moldave del febbraio 2021, la Sheriff è stata accusata di brogli elettorali insieme alla Tirotex: un voto veniva pagato 25 rubli.